# Roman Szewczyk
Roman Edward Szewczyk (ur. 18 marca 1965 w Bytomiu) – polski piłkarz, w latach 1989–1994 reprezentant kraju (w tym kilkukrotny kapitan drużyny narodowej), mistrz Austrii (1996/97), dwukrotny zdobywca Pucharu Polski (1990/91, 1992/93), triumfator Superpucharu Austrii (1997). Słynął z mocnego, celnego strzału z dystansu i rzutów wolnych. W czasie profesjonalnej kariery zawodniczej gracz kolejno: Szombierek Bytom, Śląska Wrocław, GKS-u Katowice, FC Sochaux oraz Austrii Salzburg, a po jej zakończeniu: trener i skaut piłkarski.

## Kariera klubowa
W polskiej ekstraklasie (wówczas pod oficjalną nazwą I liga) zadebiutował w sezonie 1982/83 w Szombierkach Bytom. W następnym sezonie zdobył swą pierwszą bramkę na najwyższym szczeblu rozgrywkowym w Polsce, jednak jego drużyna – zajmując ostatnie miejsce w końcowej tabeli – spadła do ówczesnej II ligi. Na tym poziomie występował przez trzy kolejne sezony. Dobra gra po powrocie do ekstraklasy w barwach rodzimego zespołu, skutkowała transferem – w przerwie zimowej 1988/89 – do Śląska Wrocław. Jako zawodnik tego klubu zadebiutował w seniorskiej reprezentacji Polski, jednak występował w nim zaledwie przez rok, bowiem w grudniu 1989 r. został kupiony przez GKS Katowice. Z „Gieksą” dwukrotnie wywalczył Puchar Polski (1991 i 1993), będąc jednym z kluczowych graczy drużyny. W meczach ligowych sezonu 1992/93 zdobył aż 10 goli, co było jego rekordowym osiągnięciem w karierze. Łącznie w ekstraklasie zagrał 185 meczów, zdobywając w nich 23 bramki. Nigdy nie udało mu się zdobyć mistrzostwa Polski (najlepszym osiągnięciem było 2. miejsce w sezonie 1991/92). W lipcu 1993 r. przeszedł do francuskiego FC Sochaux, w barwach którego dwa pierwsze sezony rozegrał w Première Division (58 meczów, 2 gole) i jeden sezon w Division 2 (27 meczów, 2 gole). Na skutek braku awansu do Première Division w sezonie 1995/96, 15 lipca 1996 odszedł – na zasadzie wolnego transferu – do Austrii Salzburg. Dla tego klubu grał przez osiem kolejnych sezonów, aż do zakończenia kariery na profesjonalnym poziomie (czerwiec 2004 r.). W barwach drużyny z Salzburga jedyny raz wygrał ligę (mistrz Austrii 1996/97) oraz zdobył superpuchar kraju (1997). Po zakończeniu zawodowej kariery okazjonalnie grywał w drużynach, występujących w lokalnych ligach kraju związkowego Salzburg.

## Kariera reprezentacyjna
W seniorskiej reprezentacji Polski rozegrał 37 oficjalnych spotkań międzypaństwowych, strzelając w nich 3 bramki. Debiutował 12 kwietnia 1989 w wygranej 2:1, towarzyskiej potyczce z Rumunią w Warszawie, a pierwszego gola zdobył 4 lutego 1990 w zwycięskim (1:0), towarzyskim spotkaniu z Iranem w Teheranie. Szerszej publiczności dał się poznać 13 listopada 1991, bramką strzeloną Anglii (na 1:0), w zremisowanym 1:1 meczu eliminacyjnym do Mistrzostw Europy 1992 na stadionie Lecha w Poznaniu. Niechlubną kartę reprezentacyjną zapisał natomiast 22 września 1993 na Ullevaal Stadion, dostając czerwoną kartkę w ważnym spotkaniu eliminacyjnym przeciwko Norwegii (przegranym 0:1). Podczas eliminacji Mistrzostw Świata 1994 był kapitanem drużyny narodowej. Ostatni raz w kadrze wystąpił 4 września 1994 na Ramat Gan, w przegranym 1:2 spotkaniu eliminacyjnym do Mistrzostw Europy 1996. Nigdy nie udało mu się wziąć udziału w wielkiej imprezie międzynarodowej (turnieju finałowym mistrzostw świata lub Europy). Aż 28 ze swoich występów w reprezentacji zaliczył, jako piłkarz GKS Katowice, co do dzisiaj pozostaje rekordowym osiągnięciem w historii tego klubu.

## Życie prywatne
Ma żonę Barbarę oraz dwie córki: Monikę i Anetę. Od 1996 r. mieszka w Austrii, w Bergheim nieopodal Salzburga, gdzie po zakończeniu kariery zawodniczej zajmował się skautingiem dla Red Bullu Salzburg, a także pracował m.in. jako szkoleniowiec FC Bergheim II oraz asystent trenera w USV Elixhausen. Następnie znalazł zatrudnienie w niewielkiej firmie transportowej, jako kierowca i kurier.